# Igreja de Valadares
A Igreja de Valadares, Igreja Paroquial de Valadares ou Igreja de Santa Eulália, é uma igreja localizada em Valadares, na atual freguesia de Messegães, Valadares e Sá, no município de Monção, em Portugal.
A igreja renascentista foi redecorada nos séculos XVII e XVIII, com elementos Barrocos e Neoclássicos.
A Igreja de Valadares está classificada como Imóvel de Interesse Público desde 1961.